# Osmar Júnior
Osmar Ribeiro de Almeida Júnior, mais conhecido como Osmar Júnior, (São Paulo, 8 de outubro de 1959) é um advogado, professor e político brasileiro, outrora vice-governador do Piauí. Atualmente é secretário-executivo do Ministério do Desenvolvimento Social.  

## Resumo

### Dados biográficos
Filho de Osmar Ribeiro de Almeida e Regina Maria de Carvalho Almeida, possui raízes familiares em Ipiranga do Piauí tendo vivido também em Teresina e Floriano, sendo nesta última onde cumpriu estágio profissional junto ao Banco do Brasil. De volta à capital piauiense ingressou no serviço público estadual, onde foi professor de química na rede privada de ensino e gerenciou um escritório de advocacia.

### Carreira política
Iniciou sua carreira política no movimento estudantil chegando ao cargo de presidente do Diretório Central dos Estudantes (DCE) da Universidade Federal do Piauí, onde estudou engenharia, curso que não concluiu, embora tenha obtido o bacharelado em Direito pela mesma instituição. Fundador do Partido Comunista do Brasil (PCdoB) no Piauí, manteve sua filiação na clandestinidade e filiou-se ao PMDB a tempo de eleger-se vereador em Teresina em 1982.
Com o advento da Nova República em 1985, formalizou sua condição de membro do Partido Comunista do Brasil (PC do B), legenda pela qual foi suplente de vereador de Teresina em 1988 e suplente de deputado estadual em 1990.
Em 1992, apoiou a coligação Acreditar de Novo, pela qual Wall Ferraz retornou à prefeitura de Teresina e no ano seguinte foi nomeado secretário municipal de Transportes Públicos (atual Superintendência Municipal de Transportes e Trânsito - STRANS). Eleito suplente de deputado federal em 1994, integrou a coligação Resistência Popular, que elegeu Mão Santa para governador, assumindo a presidência da Fundação de Desportos e Cultura do Estado do Piauí (FUNDEC),  cargo do qual só se afastou em 1996 quando disputou a eleição para prefeito de Teresina sendo derrotado em primeiro turno à frente da coligação Eleja Teresina.

### Cassação
Em 1998, foi eleito vice-governador do Piauí num pleito marcado pela reeleição de Mão Santa, mas a chapa foi cassada pelo Tribunal Superior Eleitoral em 6 de novembro de 2001, sob a acusação de abuso de poder econômico na campanha eleitoral.

### Aliado ao PT
Foi novamente eleito vice-governador do estado na chapa de Wellington Dias em 2002, derrotando Hugo Napoleão em primeiro turno. De volta ao poder, ocupou a secretaria de Governo. Eleito deputado federal em 2006 e 2010, figurou como suplente em 2014. No terceiro mandato do presidente Luiz Inácio Lula da Silva, assumiu a secretaria-executiva do Ministério do Desenvolvimento Social a convite de Wellington Dias.